# All Nightmare Long

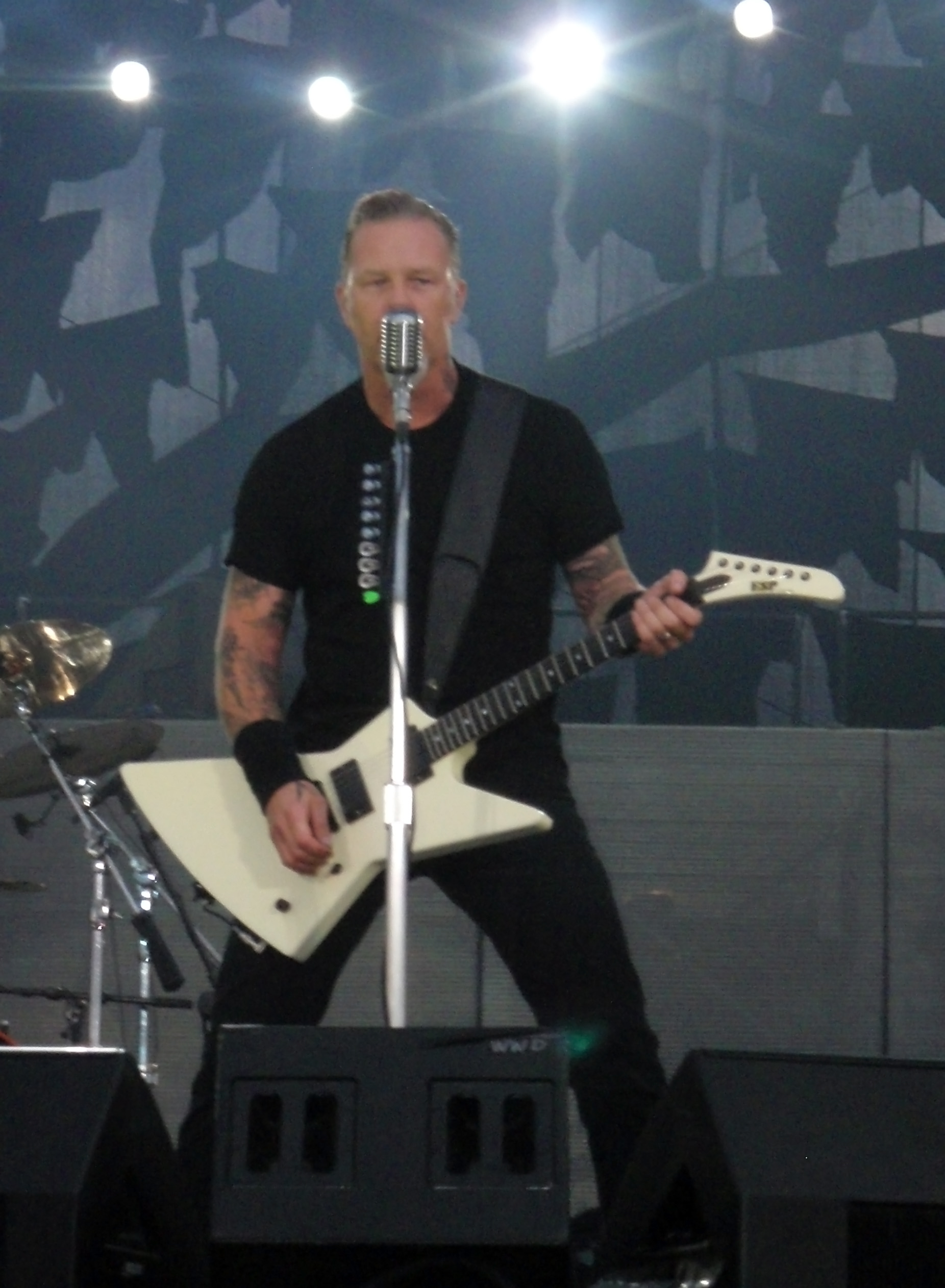
James Hetfield, Metallicas sångare, i Sverige

"All Nightmare Long" är en låt av det amerikanska thrash metal-bandet Metallica. Låten är den femte singeln från bandets nionde studioalbum, Death Magnetic. Det är också deras totalt fyrtiofjärde singel. Singeln släpptes den 15 december 2008 och skrevs av samtliga Metallicas medlemmar: James Hetfield, Kirk Hammett, Robert Trujillo och Lars Ulrich. 
Sången användes vid WWE:s pay per view-turnering No Mercy 2008.

## Musikvideon
Musikvideon till All Nightmare Long visades första gången den 7 december 2008 på Metallicas officiella webbplats, samt på webbplatsen Yahoo Video. Robert Schober ("Roboshobo") har skrivit manuset till videon. Metallica själva medverkar inte i videon, som är en mockumentär. 

### Videons handling
Videon visar en rad fiktiva händelser relaterade till Tunguska-händelsen. Sovjetiska vetenskapsmän upptäcker en utomjordisk spor som skapats efter Tunguskaexplosionen. Denna varelse antas först vara en harmlös mask. Istället visar det sig vara en spor som för nytt liv till död vävnad.  
I videon ses en bit nötkött få en spruta med dessa små maskar och köttbiten börjar strax därefter att rycka. En mans sår växer igen på åtta minuter med hjälp av ämnet. Spor sprutas in i en sedan flera veckor död katt. Katten visar omedelbart levnadstecknen och senare tecken på aggressivitet. Sovjet beslutar sig för att med hjälp av dessa attackera USA. En zombie-apokalyps skapas, och USA invaderas av zombier. I slutet av videon visas en amerikansk/sovjetisk flagga, för att understryka att Sovjet tagit kontroll över USA. Ett huvudlöst lik som tagits in för undersökning får liv igen på ett labb, och personalen flyr.

### Videons bakgrund och syfte
I en video från webbplatsen metclub.com, förklarar Kirk Hammett om hur musikvideon kom till och varför. Hammett köpte videon för fem dollar av ett ungt Metallicafan på en spelning i Ryssland. Hammett glömde snart bort sitt köp, men efter att ha återupptäckt det fascinerades han av den, började intressera sig, och frågade sedermera en väns ryska flickvän att översätta den. Efter detta hade Hammett plötsligt börjat kämpa för att få videon till en av Metallicas videor. 
Så var dock inte fallet, som det visade sig senare, och Hammetts berättelse var en PR-kupp. Filmen gjordes ej i Ryssland och inte heller köpte Hammett filmen där. Men, som filmens direktör Robert Schober sade, är scenerna i filmen (inklusive slutet) specialgjorda för att likna en gammal rysk dokumentär om Tunguskaincidenten och dess (fiktiva) konsekvenser. Textraderna och alla övriga ingredienser är en del av konceptet, som däremot var Hammetts påhitt.

## Låttext
I en intervju kommenterade Metallicas sångare James Hetfield låttextens mening så här:
| ” | It was an attempt to get back to the H.P. Lovecraft mythos with Thing that Should Not Be, Call of Ktulu.[sic] This was about the hounds of Tindalos, which was another crazy mindfuck about these wolves that hunt through their nightmares and the only way you can get away from them is stay with angels. You can't even escape through sleep. | „ |

## Olika versioner
Singeln finns tillgänglig i tre olika versioner. Första versionen släpptes som en digipack med albumversionen av "All Nightmare Long" tillsammans med "Wherever I May Roam" och "Master of Puppets" inspelade live i Berlin, under Death Magnetics releaseturné och i arenan O2 World, i september 2008. Den andra versionen, vilken inspelningsbolaget kallar "J-kort" innehåller även den albumversionen av "All Nightmare Long", denna gång tillsammans med liveinspelningar av låtarna "Blackened" och "Seek & Destroy". Också dessa inspelningar gjordes i O2 World i Berlin. Den tredje versionen innefattar också denna sång, tillsammans med en DVD. DVD:n innehåller en tio minuter kort dokumentärfilm om bandets dagar i Berlin, tillsammans med tjugo minuters livespelningar av Metallica, på releasepartyt senare på kvällen. Därtill finns en femton minuter lång film från Metallicas replokal vid Rock Im Park i Berlin.

## Låten
All Nightmare Long är officiellt femte låten på albumet Death Magnetic. Låten är sju minuter och femtioåtta sekunder lång. Låten har ett intro nästan enbart bestående av slagverk och elbas. Efter en dryg minut kommer gitarren in.

### Uppbyggnad
All Nightmare Long's uppbyggnad.
- 0.00 - 1.48 Intro
- 1.48 - 2.25 Vers
- 2.25 - 2.50 Refräng
- 2.50 - 4.00 Vers
- 4.00 - 4.30 Refräng
- 4.30 - 5.40 gitarrsolo
- 5.40 - 5.55 kortare stycke sång
- 5.55 - 6.20 gitarrsolo fortsätter
- 6.20 - 6.55 Vers
- 6.55 - 7.25 Refräng
- 7.25 - 7.58 Outro

### Livespelningar
Första gången någonsin som All Nightmare Long spelades live var den 5 december 2008 i Calgary, under World Magnetic Tour. Detta inträffade i arenan Pengrowth Saddledome. Låten spelas ofta på Metallicas livekonserter och har hittills spelats 72 gånger under World Magnetic Tour.

## Medverkande

### Metallica
- James Hetfield – sång, kompgitarr
- Kirk Hammett – gitarr, bakgrundssång
- Robert Trujillo – elbas, bakgrundssång
- Lars Ulrich – trummor, slagverk

### Produktion
- Rick Rubin – Producent
- Ted Jensen – Ljudtekniker
- Greg Fidelman – Ljudtekniker

## Låtlista
Disk 1
1. "All Nightmare Long" – 7:58
2. "Wherever I May Roam (Live)" – 6:37
3. "Master of Puppets (Live)" – 8:20

Disk 2
1. "All Nightmare Long" – 7:59
2. "Blackened (Live)" – 6:42
3. "Seek & Destroy (Live)" – 7:45

Disk 3 (DVD)
1. "All Nightmare Long"
2. "Berlin Magnetic [Dokumentär]"
3. "Rock Im Park 'Container' Repetitioner"

Japansk EP
1. "All Nightmare Long" – 7:58
2. "Wherever I May Roam (Live)" – 6:37
3. "Master of Puppets (Live)" – 8:20
4. "Blackened (Live)" – 6:42
5. "Seek & Destroy (Live)" – 7:45

Maxi Singel
1. "All Nightmare Long" – 8:01
2. "Master of Puppets (Live)" – 8:20
3. "Blackened (Live)" – 6:29
4. "Seek & Destroy (Live)" – 7:45

## Listpositioner
| Låt                  | Lista                                                         | Topplacering |
| -------------------- | ------------------------------------------------------------- | ------------ |
| "All Nightmare Long" | Spanska singellistan topp 20                                  | 1            |
| "All Nightmare Long" | Finländska singellistan topp 20                               | 11           |
| "All Nightmare Long" | Italienska singellistan topp 20                               | 12           |
| "All Nightmare Long" | Tyska singellistan topp 100                                   | 15           |
| "All Nightmare Long" | Belgiska singellistan topp 50                                 | 27           |
| "All Nightmare Long" | Nederländska singellistan topp 40                             | 38           |
| "All Nightmare Long" | Svenska singellistan topp 60                                  | 44           |
| "All Nightmare Long" | Österrikiska singellistan topp 75                             | 51           |
| "All Nightmare Long" | Franska singellistan topp 80                                  | 55           |
| "All Nightmare Long" | Amerikanska singellistan Billboard Hot Mainstream Rock Tracks | 9            |